# El Potrero, Hidalgo
El Potrero är en ort i Mexiko.   Den ligger i kommunen San Felipe Orizatlán och delstaten Hidalgo, i den sydöstra delen av landet, 220 km norr om huvudstaden Mexico City. El Potrero ligger 297 meter över havet och antalet invånare är 276.
Terrängen runt El Potrero är kuperad åt nordväst, men åt sydost är den platt. El Potrero ligger uppe på en höjd. Runt El Potrero är det ganska tätbefolkat, med 90 invånare per kvadratkilometer. Närmaste större samhälle är Tamazunchale, 15,7 km sydväst om El Potrero. Omgivningarna runt El Potrero är en mosaik av jordbruksmark och naturlig växtlighet.